# Liste der Biografien/Sa
Liste der Biografien |
Portal Biografien |
Personensuche
# |
A |
B |
C |
D |
E |
F |
G |
H |
I |
J |
K |
L |
M |
N |
O |
P |
Q |
R |
S |
T |
U |
V |
W |
X |
Y |
Z |
?
 
Sa |
Sb |
Sc |
Sd |
Se |
Sf |
Sg |
Sh |
Si |
Sj |
Sk |
Sl |
Sm |
Sn |
So |
Sp |
Sq |
Sr |
Ss |
St |
Su |
Sv |
Sw |
Sy |
Sz
 
Saa |
Sab |
Sac |
Sad |
Sae |
Saf |
Sag |
Sah |
Sai |
Saj |
Sak |
Sal |
Sam |
San |
Sao |
Sap |
Saq |
Sar |
Sas |
Sat |
Sau |
Sav |
Saw |
Sax |
Say |
Saz
Die Liste der Biografien führt alle Personen auf, die in der deutschsprachigen Wikipedia einen Artikel haben. Dieses ist eine Teilliste mit 37 Einträgen von Personen, deren Namen mit den Buchstaben „Sa“ beginnt.

## Sa
- Sa, altägyptischer König der 3. Dynastie
- Sa Aung Pyae Ko (* 1998), myanmarischer Fußballspieler
- Sá Carneiro, Francisco (1934–1980), sozialdemokratischer Politiker und Ministerpräsident von Portugal
- Sá de Miranda, Francisco de (1485–1558), portugiesischer Dichter
- Sa Dingding (* 1983), chinesisch-mongolische Popsängerin
- Sá Freire Alvim, José Joaquim de (1909–1981), brasilianischer Politiker
- Sá Machado, Vítor (1933–2002), portugiesischer Politiker (PS), Abgeordneter und Minister
- Sá Moreira, Régis de (* 1973), französischer Schriftsteller
- Sá Pereira, Antônio de (1888–1966), brasilianischer Pianist und Musikpädagoge
- Sá Pinto, Ricardo (* 1972), portugiesischer Fußballspieler und -trainer
- Sá Silva, Luís (* 1990), angolanischer Automobilrennfahrer
- Sá, Agostinho de (1897–1960), brasilianischer Wasserballspieler
- Sá, Amanda Ferreira Menezes (* 1983), brasilianische Volleyballspielerin
- Sá, André (* 1977), brasilianischer Tennisspieler
- Sá, Ary de (1928–2020), brasilianischer Weitspringer und Sprinter
- Sá, Bruno de (* 1989), brasilianischer Opernsänger (Sopran)Bruno de Sá (* 1989)

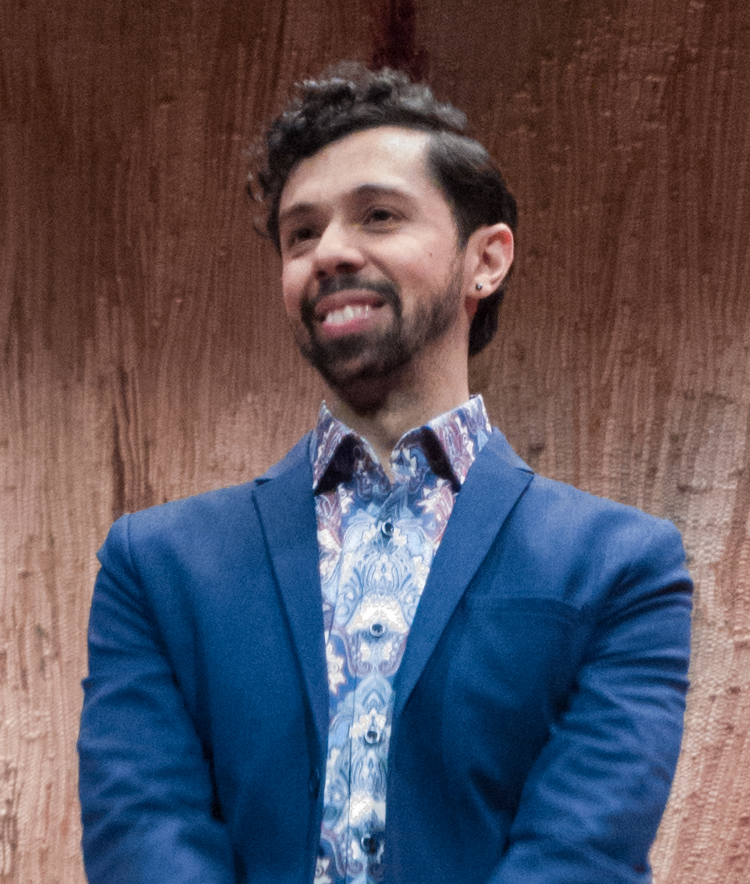
Bruno de Sá (* 1989)

- Sá, Emmanuel (1530–1596), portugiesischer Theologe, Priester und Lehrer
- Sá, Estácio de (1520–1567), portugiesischer Offizier, Gründer von Rio de Janeiro
- Sá, Francisco (* 1945), argentinischer Fußballspieler
- Sá, Garcia de († 1549), portugiesischer Generalgouverneur Indiens
- Sá, Hamilton Soares de (* 1991), brasilianischer Fußballspieler
- Sá, Isabel de (* 1951), portugiesische Malerin, Lehrerin und Schriftstellerin
- Sa, Jae-hyouk (* 1985), südkoreanischer Gewichtheber
- Sá, Joana (* 1979), portugiesische Improvisationsmusikerin (Piano, auch Saxophon) und Komponistin
- Sá, José (* 1993), portugiesischer FußballtorwartJosé Sá (* 1993)

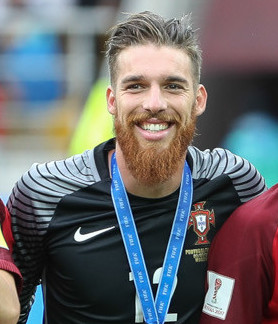
José Sá (* 1993)

- Sá, Josué (* 1992), portugiesischer Fußballspieler
- Sa, Lesly de (* 1993), niederländisch-angolanischer Fußballspieler
- Sá, Mateus de (* 1995), brasilianischer Leichtathlet
- Sá, Mem de († 1572), portugiesischer Adliger, Jurist, Richter und Gouverneur
- Sá, Orlando (* 1988), portugiesischer Fußballspieler
- Sá, Ricardo de (* 1989), portugiesischer Schauspieler und Sänger
- Sá, Sandra de (* 1955), brasilianische Sängerin und Komponistin
- Sa, Sol (* 1994), südkoreanische Sportkletterin
- Sá, Tiago (* 1995), portugiesischer Fußballspieler
- Sá, Wanda (* 1944), brasilianische Bossa-Nova-Musikerin
- Sá-Carneiro, Mário de (1890–1916), portugiesischer Dichter und Schriftsteller
- Sa4, deutscher Rapper